# Chrysolina septentrionalis
Chrysolina septentrionalis es un coleóptero de la familia Chrysomelidae de distribución holártica. Fue descrita por Ménétriés en 1851.